# David Vötsch
David Vötsch (* 1. Oktober 2001) ist ein österreichischer Basketballspieler.

## Werdegang
In der Saison 2017/18 gab er seinen Einstand in Kapfenbergs Bundesliga-Mannschaft. 2018 und 2019 wurde er mit den Steirern Staatsmeister. Erstmals eine zweistellige Einsatzzeit je Begegnung erhielt Vötsch in Österreichs höchster Spielklasse während der Saison 2021/22.

### Nationalmannschaft
Nachdem Vötsch Jugendnationalspieler gewesen war, kam er im Februar 2022 unter Trainer Raoul Korner zu seinem ersten Länderspiel für Österreichs Herrennationalmannschaft.